# Jeanne Schneider
Jeanne Schneider est une criminelle française ayant opéré principalement en France mais aussi au Canada et au Québec, née le 20 décembre 1939 à Agen (Lot-et-Garonne) et morte le 20 avril 2006 à Bobigny (Seine-Saint-Denis).

## Biographie

### Mesrine
Jeanne Schneider rencontre Jacques Mesrine en 1965, après son divorce. Ancienne call-girl, dont les souteneurs ont été abattus par Mesrine, selon ses dires, elle devient sa maîtresse.
Le 6 février 1968, Mesrine échappe aux policiers et fuit avec elle au Canada dans la province de Québec. En juillet, ils arrivent à Montréal. Le couple entre au service d'un millionnaire handicapé, Georges Deslauriers, qu'ils enlèvent le 12 janvier 1969, après avoir été renvoyés ; ils demandent une rançon de 200 000 dollars américain à son frère, Marcel. Mais Georges Deslauriers réussit à s'échapper. 
Le 26 juin 1969, le couple Mesrine-Schneider quitte le motel des Trois Sœurs à Percé où il s'était réfugié et franchit illégalement la frontière des États-Unis. Le 30 juin, le corps étranglé d'Évelyne Le Bouthilier, patronne du motel, est découvert dans sa résidence à Percé. En fuite aux États-Unis, Mesrine et Schneider sont arrêtés à Texarkana, dans l'Arkansas, et extradés vers le Québec. 
Le 17 août 1969, ils s'évadent de la prison de Percé mais sont repris le lendemain. Toujours en août 1969, ils sont condamnés respectivement à dix et à cinq ans de prison pour l'enlèvement et la séquestration de Georges Deslauriers. En janvier 1971, ils sont acquittés pour le meurtre d'Évelyne Le Bouthilier.

### Après Mesrine
Après avoir eu, le 15 février 1961, une fille prénommée Murielle, née de père inconnu, Jeanne Schneider donne naissance le 1er février 1983 à un fils prénommé Xavier. Elle décide de mettre fin à sa carrière de criminelle dans le but d'élever son enfant en compagnie du père de ce dernier.

## Publication
- Je n'ai pas le droit à l'oubli - il était une fois Janou et Jacques Mesrine, Hachette Littérature, 1980.

### Télévision
- 1994 : Les Grands Procès, interprétée par Sophie Lorain, épisode relatant le procès pour meurtre au Québec.
- 2006 : Chasse à l'homme, téléfilm d'Arnaud Sélignac, avec Serge Riaboukine, Richard Berry, Jacques SpiesserLes principaux évènements de la fin de la cavale de Mesrine, tirés du livre du commissaire Lucien Aimé-Blanc (interprété par Richard Berry) et de Jean-Michel Caradec'h : l'enlèvement du milliardaire Henri Lelièvre, la rivalité entre services (la BRI de Robert Broussard), le guet-apens de Jacques Tillier, les filatures, la fusillade fatale.
- 2008 : Mesrine, fragments d'un mythe, documentaire de Philippe Roizes

### Cinéma
- 2008 : Mesrine, diptyque de Jean-François Richet :
  - L'Instinct de mort avec Vincent Cassel, Gérard Depardieu, Cécile de France, Roy Dupuis... Reprend les événements allant de la fin de son service en Algérie à la mort de Jean-Paul Mercier.
  - L'Ennemi public n°1 avec Vincent Cassel, Gérard Lanvin... Reprend les événements allant de son retour en France à sa mort, porte de Clignancourt.